# Ardanovce
Ardanovce – wieś (obec) na Słowacji, położona w kraju nitrzańskim, w powiecie Topolczany. Pierwsza pisemna wzmianka o miejscowości pochodzi z roku 1317.
W 2011 roku wieś zamieszkiwały 223 osoby, 220 z nich to Słowacy.
We wsi znajduje się rzymskokatolicki kościół św. Michała Archanioła zbudowany w stylu późnogotyckim w 1503 roku, przebudowany w stylu barokowym w roku 1705, rozbudowany w latach 1753–1754.